# Дельфийская сивилла
Дельфи́йская сиви́лла — в греческой мифологии легендарная пророчица из Дельф, оракул.

## Мифология
Сведения о Дельфийской сивилле дошли до нас из трудов греческого географа Павсания, писавшего во II веке нашей эры. Сам он был наслышан о ней в Дельфах, где сивилла совершала свои пророчества. Судя по его описаниям, предсказательница жила во времена перед Троянской войной, т. е. в XI веке до н. э. По некоторым данным, её матерью была Ламия, дочь Посейдона.
Как утверждают современные исследователи, Сивилла не сотрудничала с дельфийским прорицалищем и не имеет ничего общего с Пифией, жрицей-предсказательницей из храма Аполлона в Дельфах, однако она могла предшествовать Пифии, жившей примерно в VIII веке до н. э..
В греко-римском мире существовало несколько женщин-прорицательниц по имени Сивилла и пророков-мужчин по имени Бакис. Самая знаменитая сивилла находилась в Кумах, а самый известный бакис — в Беотии.
Существует несколько легенд о Дельфийской сивилле, которые не претендуют на достоверность и последовательность. Так, Павсаний утверждал, что Сивилла была рождена от союза «смертного мужчины и богини, дочери морских монстров и бессмертной нимфы». Другие писали, что она была сестрой или дочерью Аполлона. По словам Павсания, пророчица пришла в Дельфы из Троады ещё до Троянской войны, «в гневе со своим братом Аполлоном», некоторое время задержалась на Самосе, посетила Кларос и Дилос и умерла в Троаде, пережив девять поколений людей. После её смерти ходили слухи, что она стала блуждающим голосом, который всё ещё доносил до человеческих ушей вести о будущем, окутанном тёмными загадками.